# Liane Berkowitz

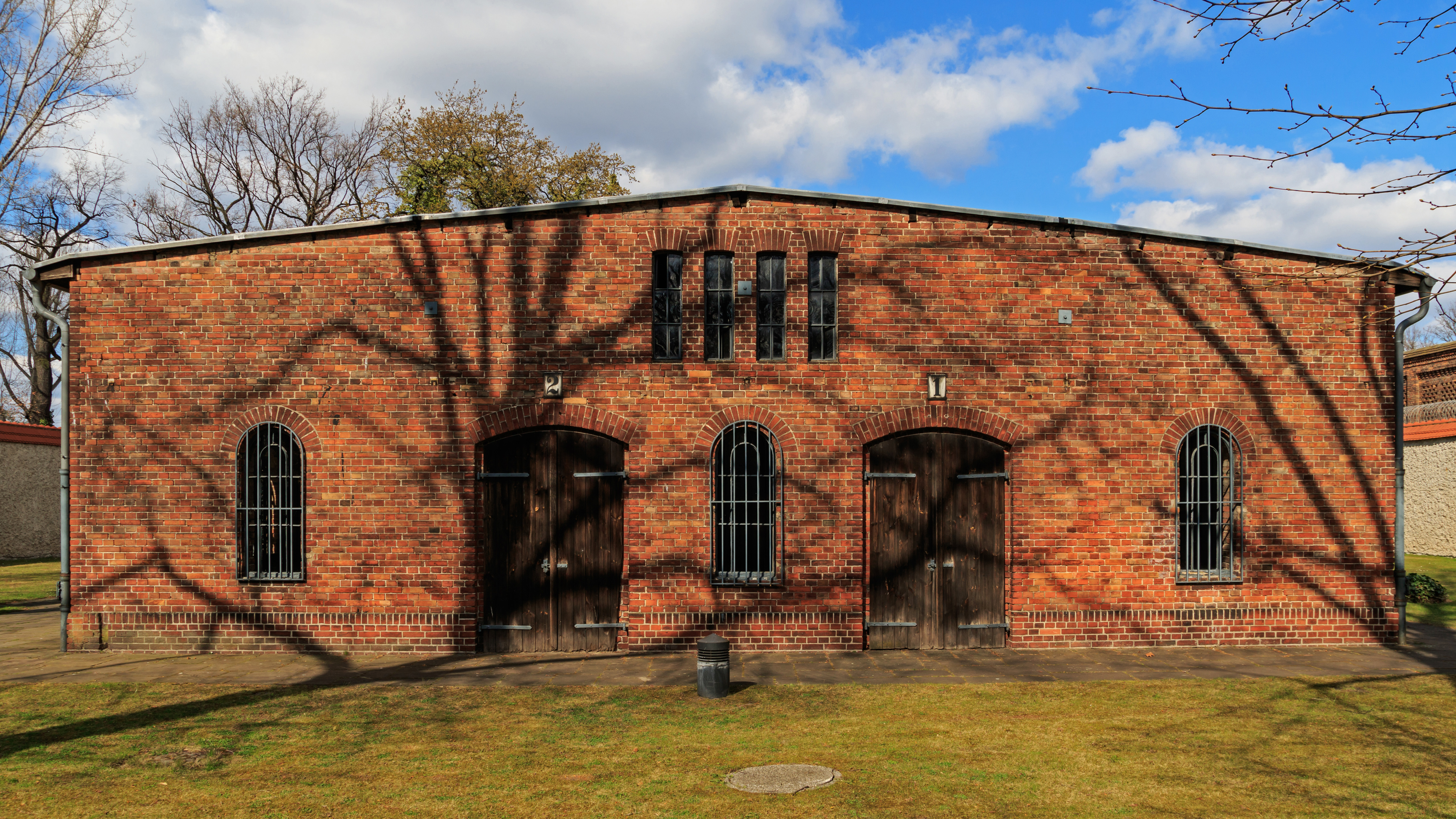
Ex carcere di Ploetzensee dove venne reclusa Liane Berkowitz e che è divenuto un monumento.

Liane Vasilyev-Berkowitz (Berlino, 7 agosto 1923 – Berlino, 5 agosto 1943) è stata un'antifascista tedesca che prese parte alla resistenza contro il regime nazista.

## Biografia
Liane Berkowitz era la figlia del direttore d'orchestra Victor Vasilyev e dell'insegnante di canto Katharina Jewienko.
Nel 1923 la famiglia fuggì dall'Unione Sovietica e riparò a Berlino, dove nacque Liane.
Dopo la morte del primo marito la madre si risposò, nel 1930, con Henry Berkowitz.
Questi si prese cura della giovane Liane sino a quando lui stesso fuggì dalla Germania, nel 1939.
Liane frequentò un liceo privato e strinse amicizia con diversi giovani che erano vicini alla resistenza tedesca contro le idee del nazismo.
Notevole influenza sul gruppo che si era formato la esercitò, da un certo momento in avanti, Harro Schulze-Boysen, che portò Eva Rittmeister, John Rittmeister, Ursula Goetze, Otto Gollnow, Fritz Thiel, Friedrich Rehmer e la stessa Liane ad avvicinarsi all'organizzazione denominata Rote Kapelle, molto attiva contro il regime nazista. 
Intanto si fidanzò con Friedrich Rehmer, e rimase incinta, continuando l'attività nel gruppo.
Il 29 novembre del 1942 il fidanzato ed Otto Gollnow vennero arrestati tra Kurfürstendamm e Uhlandstraße perché in possesso di un centinaio di bigliettini adesivi di propaganda contro il regime e, dopo quell'episodio, anche lei venne arrestata.

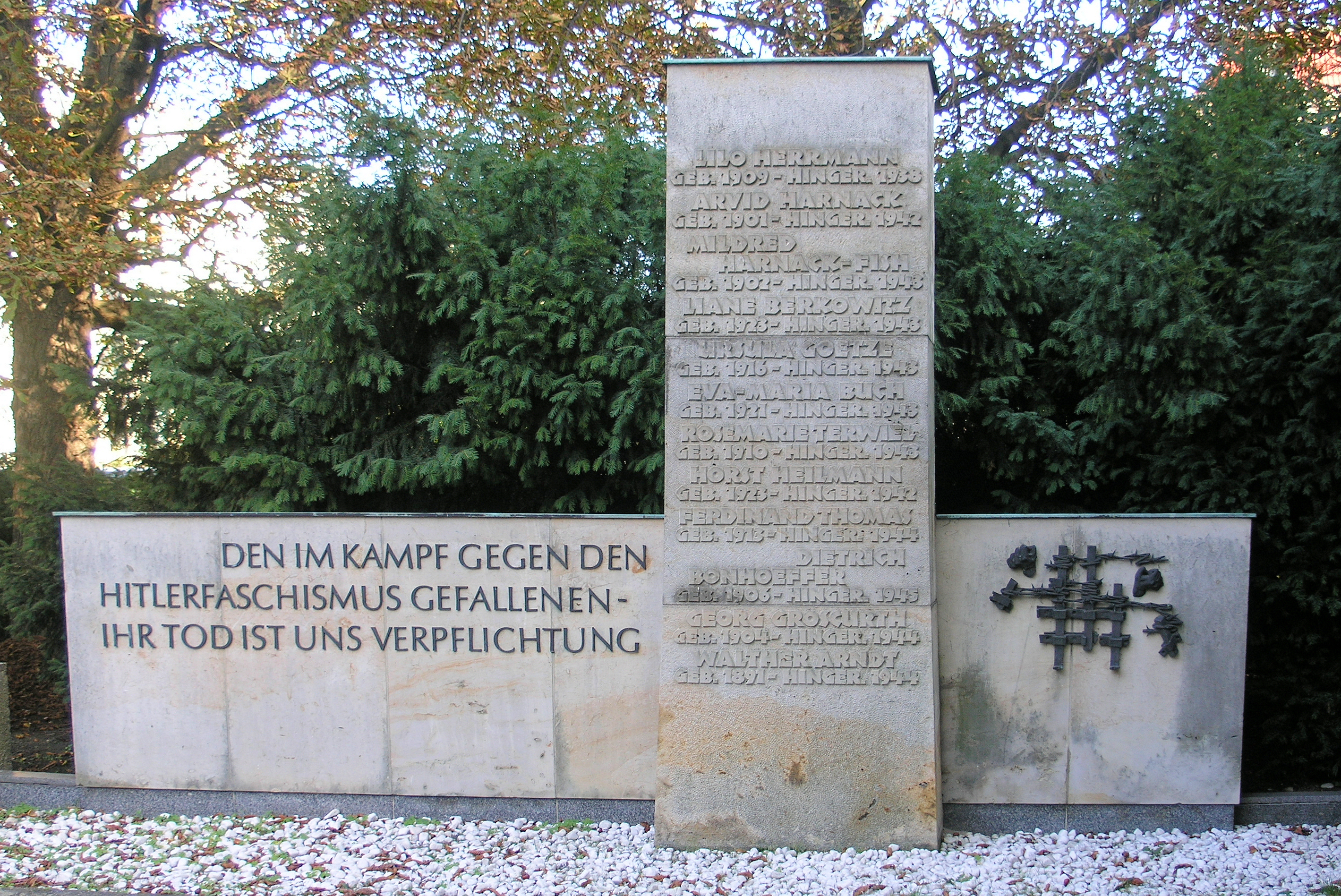
Monumento alla memoria delle vittime della repressione nazista nel cortile dell'Università Humboldt di Berlino. Tra i nomi ricordati anche quello di Liane Berkowitz

### Condanna a morte
All'inizio del 1943 fu condannata a morte e venne giustiziata il mese di agosto nel carcere di Berlino quando non aveva ancora compiuto vent'anni, poco dopo aver dato alla luce sua figlia Irina, scomparsa successivamente.
Con lei trovarono la morte nello stesso giorno altre 15 persone, tra queste anche Cato Bontjes van Beek, appena ventiduenne.

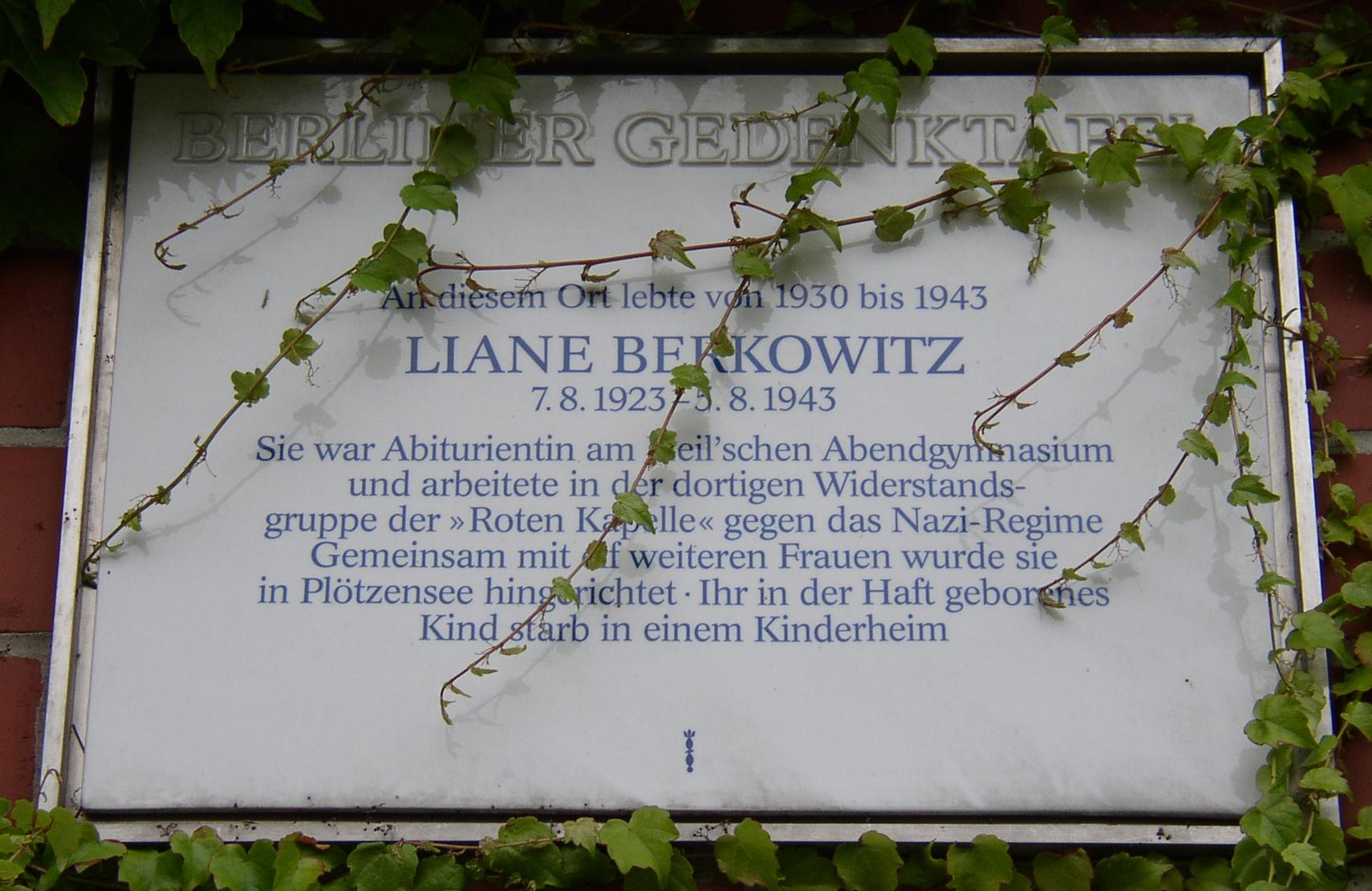
Targa commemorativa sulla casa dove visse Liane Berkowitz, in Viktoria-Luise Platz

## Riconoscimenti
- Nel 1976 nel cortile dell'Università Humboldt di Berlino in Unter den Linden è stato posto un monumento in ricordo di Liane Berkowitz e di altri combattenti della resistenza al nazismo.[5]
- A Schöneberg, un quartiere di Berlino, è stata posta una targa commemorativa sulla casa dove visse, in Viktoria-Luise Platz.
- Dal 18 gennaio 2000 una piazza nel quartiere berlinese di Friedenau porta il suo nome: Liane Berkowitz Platz.